# My Friend from India (film 1914)
My Friend from India è un cortometraggio muto del 1914 diretto da Harry Beaumont e Ashley Miller.

## Produzione
Il film fu prodotto dalla Edison Company.

## Distribuzione
Distribuito dalla General Film Company, il film - un cortometraggio in tre bobine - uscì nelle sale cinematografiche degli Stati Uniti il 15 agosto 1914.